# Nédon
Nédon là một xã trong tỉnh Pas-de-Calais, vùng Hauts-de-France, Pháp.

## Địa lý
Nédon có cự ly 28 dặm (45 km) về phía tây bắc Arras, tại giao lộ của các tuyến đường D69 và D90E, trong thung lũng sông Nave.

## Dân số
| 1962                                                              | 1968 | 1975 | 1982 | 1990 | 1999 | 2006 |
| ----------------------------------------------------------------- | ---- | ---- | ---- | ---- | ---- | ---- |
| 160                                                               | 174  | 159  | 186  | 152  | 140  | 162  |
| Số liệu điều tra dân số tính từ năm 1962, dân số chỉ tính một lần |      |      |      |      |      |      |

## Địa điểm nổi bật
- Nhà thờ St.Eloi, dating from the 12th century.